# Łagowianka (dopływ Czarnej)
Łagowianka (Łagowica) – rzeka, lewobrzeżny dopływ Czarnej o długości 30,05 km i powierzchni dorzecza: 197,3 km².
Rzeka wypływa z południowych stoków Wału Małacentowskiego Gór Świętokrzyskich i uchodzi do Czarnej w 41,4 km, tuż za Rakowem. Ujście Łagowianki znajduje się w północnym krańcu Zalewu Chańcza. Jej dopływami są Wszachówka i dopływ z Woli Jastrzębskiej, oba lewostronne.
Most na Łagowiance wybudowany w 1964 roku został zniszczony przez powódź w 2001 roku. W tym też roku postawiono nowy most. Łagowica jest bardzo zanieczyszczona. W całym biegu według klasyfikacji ogólnej prowadzi wody pozaklasowe, ze względu na znaczne przekroczenia m. Coli. Plan ochrony wód powierzchniowych województwa świętokrzyskiego zakłada doprowadzenie czystości tej rzeki do klasy I.